# Tyra Gittens
Tyra Gittens (* 6. September 1998 in St. Augustine) ist eine Leichtathletin aus Trinidad und Tobago, die in mehreren Disziplinen an den Start geht, sich aber auf den Siebenkampf spezialisiert hat.

## Sportliche Laufbahn
Erste internationale Erfahrungen sammelte Tyra Gittens 2017 bei den CARIFRA-Games in Willemstad, bei denen sie mit 4854 Punkten die Goldmedaille im Siebenkampf sowie mit 6,10 m die Silbermedaille im Weitsprung gewann. Daraufhin wurde sie bei den Panamerikanischen Juniorenmeisterschaften in Trujillo mit 5229 Punkten Vierte im Siebenkampf und gewann mit 6,13 m die Bronzemedaille im Weitsprung. 2018 ging sie an den Zentralamerika- und Karibikspielen im Siebenkampf an den Start, musste ihren Wettkampf aber nach sieben Disziplinen beenden. Anschließend belegte sie bei den NACAC-Meisterschaften in Toronto mit einer Weite von 6,25 m Rang vier im Weitsprung. Im Jahr darauf wurde sie bei der Sommer-Universiade in Neapel mit 6,37 m Fünfte im Weitsprung und erreichte im Hochsprung mit 1,75 m den neunten Platz. Anschließend nahm sie an den Panamerikanischen Spielen in Lima teil, musste aber auch dort ihren Mehrkampf vorzeitig beenden. 2021 nahm sie im Weitsprung an den Olympischen Sommerspielen in Tokio teil und belegte dort mit 6,60 m im Finale den zehnten Platz.
2022 schied sie bei den Weltmeisterschaften in Eugene mit 6,44 m in der Qualifikationsrunde im Weitsprung aus und anschließend gelangte sie bei den Commonwealth Games in Birmingham mit 6,27 m auf Rang elf. Zudem verpasste sie dort mit 1,76 m den Finaleinzug im Hochsprung. Wegen eines Verstoßes gegen die Anti-Doping-Bestimmungen wurde Gittens 2023 für sechs Monate gesperrt und ihre Meisterschaftsergebnisse annulliert. Im Juli 2023 startete sie bei den Zentralamerika- und Karibikspielen in San Salvador und belegte dort mit 6,19 m den sechsten Platz. 2025 gelangte sie bei den Hallenweltmeisterschaften in Nanjing mit 6,36 m auf Rang zwölf.
In den Jahren 2018 und 2019 sowie von 2022 bis 2024 wurde Gittens trinidadisch-tobagische Meisterin im Weitsprung. Sie studiert an der Texas A&M University und wurde für das Leichtathletikteam der Universität im Siebenkampf mit 6049 Punkten Zweite bei den NCAA-Meisterschaften 2019 und siegte 2021 mit 6285 Punkten.

## Persönliche Bestleistungen
- Hochsprung: 1,95 m, 13. Mai 2021 in College Station (trinidadisch-tobagischer Rekord)
- Weitsprung: 6,96 m (+2,0 m/s), 14. Mai 2021 in College Station (trinidadisch-tobagischer Rekord)
- Siebenkampf: 6418 Punkte, 14. Mai 2021 in College Station (trinidadisch-tobagischer Rekord)
  - Fünfkampf (Halle): 4746 Punkte, 11. März 2021 in Fayetteville (trinidadisch-tobagischer Rekord)